# Nokia 6303 classic
Nokia 6303 classic este un telefon mobil produs în 2009, în Ungaria de compania Nokia. Nokia 6303 nu are 3G, GPS și Wi-Fi.
Ca dotări dispune de EDGE, Blueetoth și o cameră de 3.2 megapixeli.

## Caracteristici principale
- Tri-band GSM / GPRS / EDGE
- 2.2 inchi 16M-color QVGA cu lumina soarelui lizibilitate excelentă* 3 megapixeli, autofocus și LED flash
- Înregistrare video VGA la 15 cadre pe secundă
- Interfața cu utilizatorul S40, ediția a șasea
- Stereo FM radio cu RDS
- Bluetooth (cu A2DP) și port microUSB
- slot pentru card microSD (maxim 4 GB)
- Standard de 3,5 mm audio jack
- Ovi Maps Și Ovi Share
- Carcasă de metal solid[3]

- Baterie Nokia BL-5CT (Li-Ion 1050 mAh)